# Amban de Xining

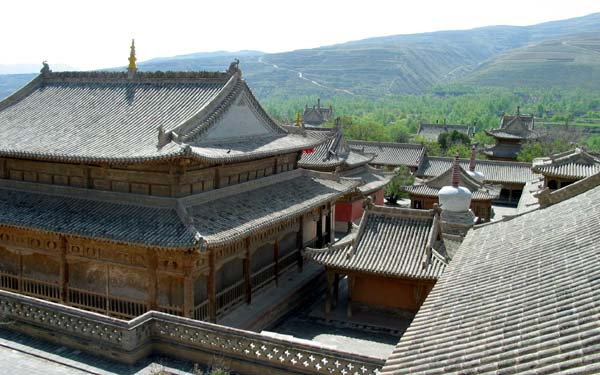
Monastère tibétain Qutan Si – à Ledu, Qinghai.

L'amban de Xining (chinois simplifié : 西宁办事大臣 ; chinois traditionnel : 西宁辦事大臣 ; pinyin : xīníng bànshì dàchén) ou amban du Qinghai (青海办事大臣, 青海辦事大臣, qīnghǎi bànshì dàchén) est un amban, chargé de la gestion de la province du Qinghai et basé dans sa capitale, Xining, sous la Dynastie Qing.
Les vestiges du yamen de l'amban, sont actuellement situés dans le district de Chenzhong, à Xining.